# August Junker (Volkssänger)
August Junker (* 28. Mai 1871 in München; † 16. April 1946 ebenda) war ein bayerischer Volkssänger und Singspielhallen-Direktor. 

## Leben
Der Sohn eines Glockengießermeisters erlernte nach dem Schulbesuch in seiner Heimatstadt München den Kaufmannsberuf, den er jedoch nach erfolgreichen privaten Auftritten und als Vereinshumorist in seinem 25. Lebensjahr aufgab, um Volkssänger zu werden. 1898 stand er zum ersten Mal auf der Bühne des Münchener „Colosseum“. Danach engagierte ihn Anderl Welsch für das neu gegründete „Apollo-Theater“, bei dem er 20 Jahre blieb. Hier trat er immer in seinem charakteristischen Gewand auf, mit kariertem Frack und Zylinder, und machte auch die beiden Vorstadt-Typen „Lucke und Kare“ populär, die er in vielen Couplets besang. 1914 hatte er zusammen mit Alois Hönle die Direktion des „Apollo“ übernommen; eine Zeitlang war er auch der Direktor der „Peterhof“-Singspiele. 
In dieser Zeit besprach er auch zahlreiche Tonträger, sowohl Edison-Zylinder als auch Grammophonplatten, für verschiedene Marken, oft zusammen mit seinem Partner Alois Hönle.
August Junker wirkte auch in sieben Spielfilmen, sechs stummen und einem tönenden, als Darsteller mit ; in dreien davon, welche leider als verschollen gelten müssen, als  Partner von Karl Valentin.   
Das Apollo-Theater musste 1928 seine Pforten schließen. Nach der Mitte der dreißiger Jahre, als die große Zeit der Volkssängerbühnen zu Ende ging, trat Junker auch in diversen Kabaretts und auf Kleinkunstbühnen wie dem Simpl auf. 
Junker starb am 16. April 1946 im Alter von 75 Jahren in München.
2001 veröffentlichte der Trikont-Verlag unter dem Titel Die Stimmen der Vorstadt 1901–1913 – Junker und Hönle eine CD mit Aufnahmen von August Junker und Alois Hönle.

## Aufnahmen (Auswahl)
- Edison Goldguss Walze Nr. 15 402: Beim Hundemetzger
- Edison Goldguss Walze Nr. 15 745: Ein Münchener Taxameter
- Grammophon 41 378 (mx. 1080 b): Der schöne Karl in China (auch auf Favorite 1-17 090 (mx. 541-0-))
- Grammophon 42 019 (mx. 49 C-1): So a Gauner hat a Leb'n
- Grammophon 42 020 (mx. 50 C-1): Lachwalzer
- Zonophone X-21 118 (mx. 3150-r-): Gemeinderatssitzung am Land (mit Hönle)
- Zonophone X-21 119 (mx. 3164 r): Auf einer Bauernhochzeit (mit Hönle)
- Kalliope K.1201 (mx. Zw 201): Der Kare als Luftschiffer
- Kalliope K.1202 (mx. Zw 1202): Bei der Kindstauf' (mit Hönle)
- Favorite 1-17 091 (mx. 2854-f-): De zwoa Holledauer (mit Hönle)
- Beka 13 738 (mx. 13 738): Rodelpartie
- Beka 13 739 (mx. 13 739): De zwoa Hopfazupfa (mit Hönle)
- Beka B.5050 (mx. 15 148): Vor'm Standesamt (mit Hönle)
- Edison Goldguss Walze Nr. 15 493: Der Rekrut

## Filmografie
- 1919: Das Reklamemädel (Rolle: Edi Schiesser, Agent)
- 1920: Der Kinematograph [mit Karl Valentin und Alois Hönle]
- 1921: Zirkus Schnabelmann [mit Karl Valentin und Liesl Karlstadt]
- 1921: Die Schönheitskonkurrenz oder Das Urteil des Paris [mit Karl Valentin]
- 1924: Taras Bulba (2 Teile)
- 1929: Miss Evelyne, die Badefee (Rolle: René Bombast)
- 1931: Kaiserliebchen  (Rolle: Valentin, Hausmeister)